# Escola Normal Superior de Lisboa
A Escola Normal Superior de Lisboa foi uma instituição anexa à Faculdade de Letras da Universidade de Lisboa, destinada a preparar professores para o magistério dos liceus, das escolas normais primárias e das escolas primárias superiores, assim como para a admissão ao concurso para os lugares de inspectores de ensino. A instituição foi criada pela reforma dos cursos para habilitação para o magistério secundário promulgada pelo Decreto com força de Lei de 21 de Maio de 1911, publicado no Diário do Governo n.º 120, de 24 de Maio daquele ano.
Em consequência daquele diploma, nas Universidades de Lisboa e Coimbra, em anexo às respectivas Faculdades de Letras e Ciências foram criados as Escolas Normais Superiores. Em anexo às Faculdades de Letras foram também criados Laboratórios de Psicologia, considerados indispensáveis para os estudos filosóficos e os estudos pedagógicos das Escolas Normais Superiores.
Criada em 1911, a Escola Normal Superior de Lisboa apenas funcionou a partir do ano lectivo de 1915/1916.
A Escola Normal Superior foi extinta pelo governo da Ditadura Nacional em 1930, tendo em sua substituição sido criado o Curso de Ciências Pedagógicas, ministrado no âmbito da Faculdade de Letras, da qual se voltaria a autonomizar em 1980, quando foi criada a Faculdade de Psicologia e Ciências da Educação.